# San José el Amate
San José el Amate es una localidad del estado mexicano de Chiapas. Es parte del municipio de Huehuetán.

## Toponimia
El nombre «San José» hace referencia al santo patrono de la localidad: José de Nazaret.

## Demografía
| Gráfica de evolución demográfica |
|                                  |

| Censo | Población |
| ----- | --------- |
| 1970  | 427       |
| 1980  | 299       |
| 1990  | 720       |
| 2000  | 877       |
| 2010  | 947       |
| 2020  | 1 031     |